# Nehémiás (Biblia)
Nehémiás (más néven: Nehemjá) (héberül: נְחֶמְיָה ) i. e. 5. században élt héber főember.

## Élete
I. Artaxerxész perzsa király főpohárnoka,  illetve Júda perzsa tartomány helytartója volt egy ideig.
Amikor Jeruzsálem szánalmas helyzetéről hallott, a királyhoz nyújtott be kérelmet, hogy kinevezzék Júda kormányzójává - aki csak egyedül a királynak felel - és hazatérhessen Izráel újjáépítésének részvételéhez.
Esdrás munkatársa volt számos reform végrehajtásában, a hit és az istentisztelet megújításában, a szombat szentségének helyreállításában, a templomi visszaélések ellen. Intézkedett az adózás megszervezésében, a szegények elleni kizsákmányolás, a pogány népektől való elkülönülés érdekében is.
Részt vett Jeruzsálem városfalainak a felépítésében. A falak nagyon gyorsan, 52 nap alatt készültek el. Ezek nem csak a külső támadások ellen nyújtottak védelmet, hanem a zsidók életmódját is védték. A kapuk szombati bezárásával megakadályozták az idegenek ottani, aznapi kereskedését.
Később, Kr. e. 433 körül - 12 év kormányzói munka után - visszatért a perzsa királyi udvarba, Szúzába.

## Könyve
Esdrás és Nehémiás könyvét is ugyanarra a tekercsre írták, amelyek szoros egységet alkotnak és csak később választották szét őket két könyvre. Egyes kutatók őt tartják a bibliai Krónikák könyve befejezőjének is.

## Fordítás
- Ez a szócikk részben vagy egészben  a   Nehemiah című angol Wikipédia-szócikk fordításán alapul.  Az eredeti cikk szerkesztőit annak laptörténete sorolja fel. Ez a jelzés csupán a megfogalmazás eredetét és a szerzői jogokat jelzi, nem szolgál a cikkben szereplő információk forrásmegjelöléseként.